# 信州丰南短期大学
信州丰南短期大学（日语：／ Shinshū Hōnan Tankidaigaku *），简称丰南短大，是一所位于日本长野县上伊那郡辰野町的私立短期大学。

## 概要

### 简介
- 短期大学为于1983年开办[1]、由学校法人丰南学园经营。为男女同校[2]从2000年[1]。

### 历史
- 1983年 信州丰南女子短期大学成立并同时设置两个学科即日文科和英语科[1][3]。
- 1999年 两个学科即日文科和英语科各自招生最后、合并为语言传播学科[注 1]（两个学科各自正式停办于2002年7月30日[3]）。
- 2000年 改校名为信州丰南短期大学[3]、开始招収男学生[1]。
- 2008年 幼儿教育科成立[3][1]。

### 宪章
- 请参看信州丰南短期大学的标志 （日語） 2014年1月31日阅览。

## 学校环境
- 校区：在长野县上伊那郡辰野町

## 历任校长
- 安津素彦：第一代短期大学校长[4]。
- 森本健一：现在短期大学校长[1]

## 组织

### 学科
- 语言传播学科[注 1]
- 幼儿教育科

### 前学科
- 日文科[注 2]
- 英语科[注 2]

### 专科
| - 没有 |

### 业余课程
| - 没有 |

### 附属机关
| - 图书馆 |

## 相关链接
- 日本短期大学列表